# Plaça de l'Arquitecte Miguel López
La plaça de l'Arquitecte Miguel López és una plaça de la ciutat valenciana d'Alacant. Es troba al barri Eixample-Diputació, en la intersecció de les avingudes d'Elx, de Loring i d'Òscar Esplà, enfront de la Casa Mediterrani.
En 2011, la plaça va ser inaugurada sense assignar-li un nom. En 2013, va ser reinaugurada amb el nom de l'insigne arquitecte alacantí, Miguel López, per l'aleshores alcaldessa de la ciutat, Sonia Castedo. Encara que ja existia una plaça amb aquest nom als peus de la serra del Benacantil, els veïns la coneixien popularment com a plaça del Pont. Per això, l'ajuntament va decidir donar-li oficialment aquest nom i atorgar-li a la nova plaça el nom de l'arquitecte.